# Givors
Givors è un comune francese situato nella metropoli di Lione della regione Alvernia-Rodano-Alpi. 

## Geografia
Givors è situata presso la confluenza della Gier nel Rodano, a 19,5 km a sud di Lione. È compresa a nord e ad ovest dai monti del Lionese, a sud dalle pendici del massiccio del Pilat e ad est dal corso del Rodano.

## Infrastrutture e trasporti
La principale via d'accesso alla cittadina è l'autostrada A47. Il tessuto urbano è attraversato in senso nord-sud dalla RN 86.
Givors è servita da due stazioni ferroviarie: Givors Città, posta lungo la Moret-Veneux-les-Sablons–Lione, e Givors Canal, posta anch'essa sulla Moret-Veneux-les-Sablons–Lione e capolinea delle ferrovie per Ferrovia Givors-Grezan e Paray-le-Monial.

## Amministrazione

### Gemellaggi
- Aïn Bénian (Algeri)
- Döbeln
- Navapolack
- Alaquàs
- Orvieto
- Gavinané
- Vila Nova de Famalicão

## Società

### Evoluzione demografica
Abitanti censiti